# 남촌농산물도매시장

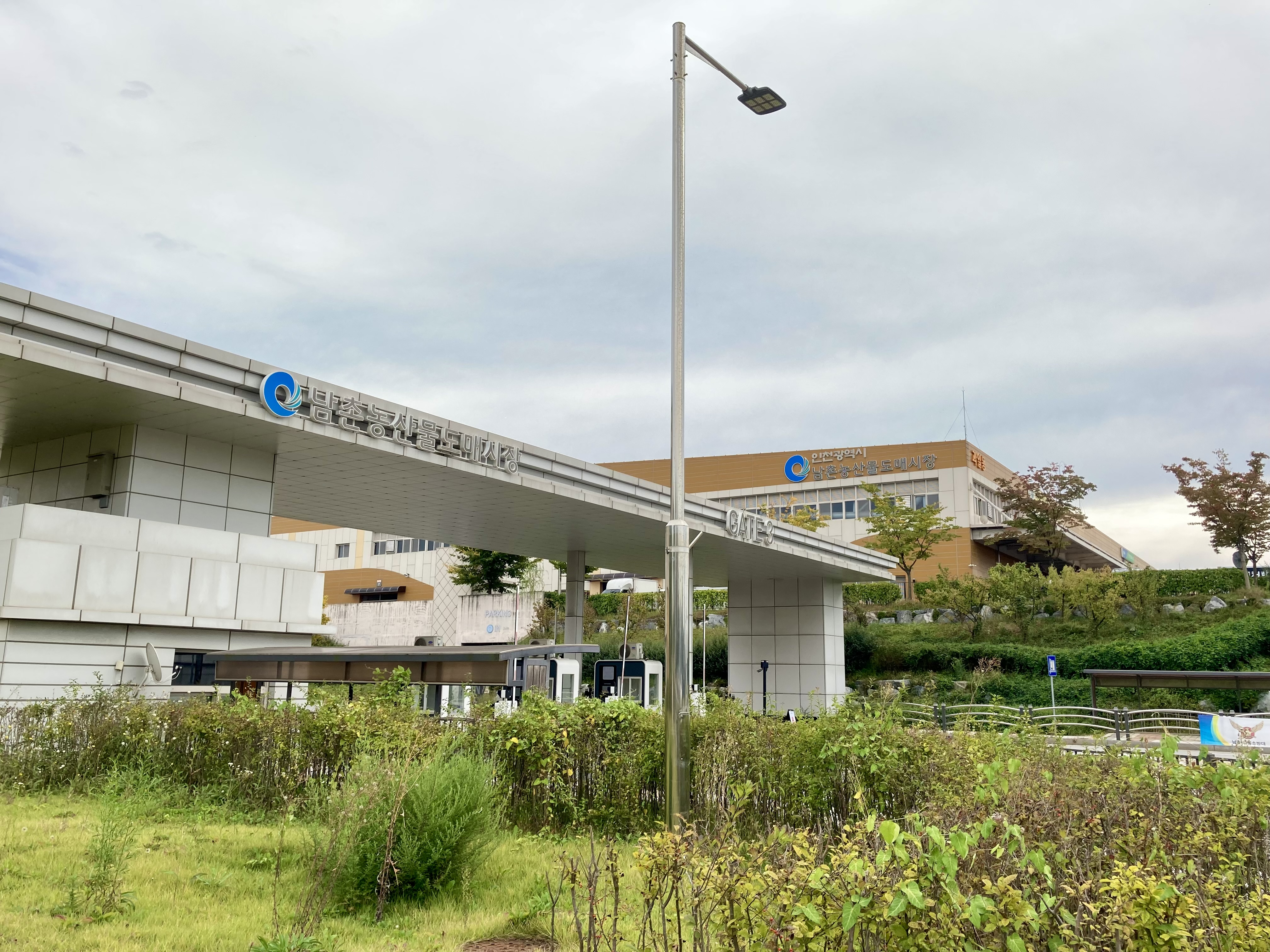
남촌농산물도매시장

남촌농산물도매시장은 인천광역시 남동구에 위치한 농산물 도매시장이다. 도매시장 전체 건축 면적이 5.1만㎡이 될 정도로 매우 큰 남동구 최대의 도매유통시장이다.

## 요약

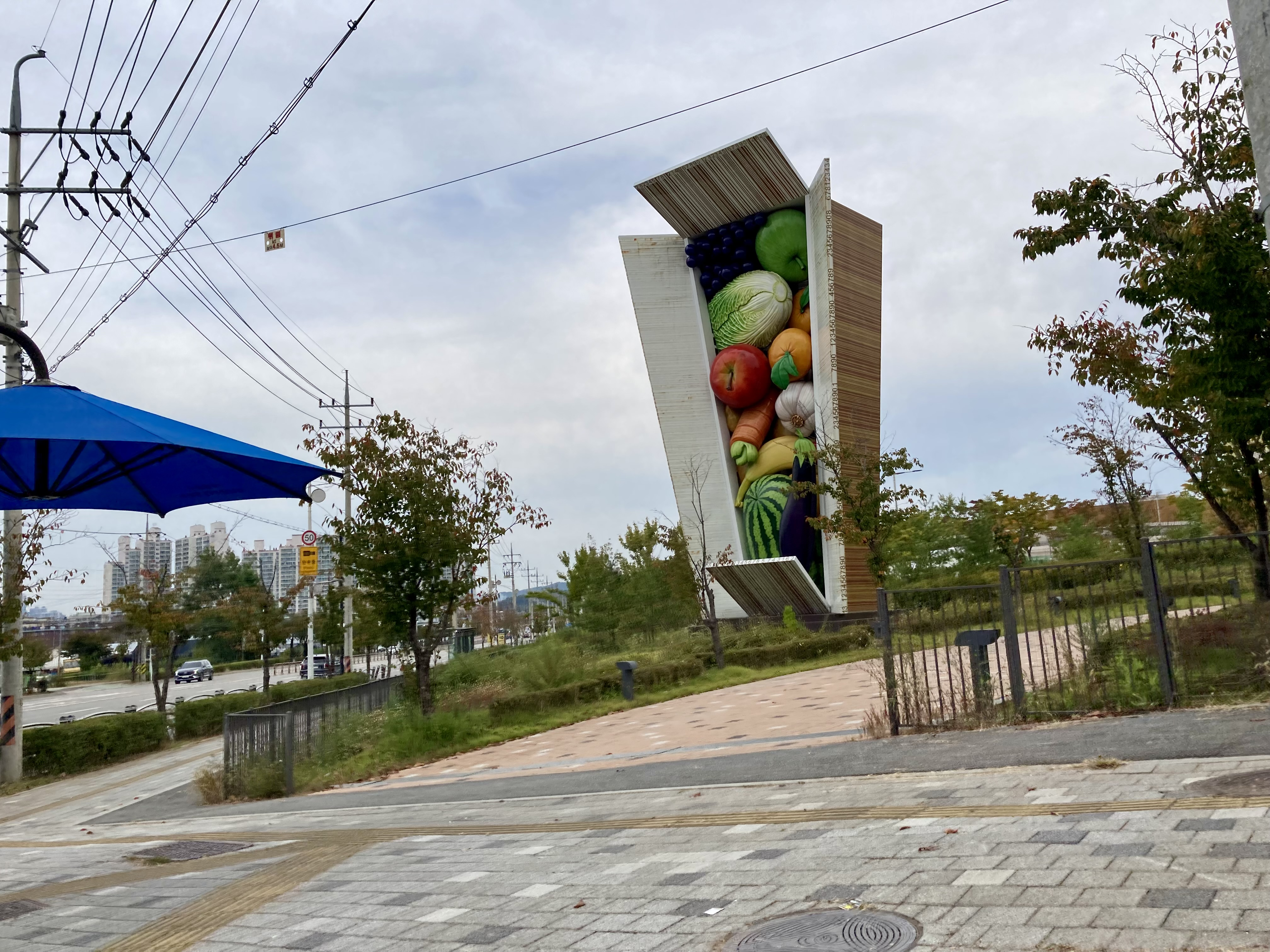
큰방죽사거리 앞에 있는 남촌농산물 조형물

남촌농산물도매시장은 2020년 2월 27일부터 인천광역시가 운영하는 농산물 도매시장이 기존 구월동(구월농축산물도매시장)에서 남촌동으로 이전하여 신축 확장 운영을 하였다.
과일동, 채소1동, 채소2동, 업무동, 식자재동, 판매물류동 등 주차시설을 확장하여 보다 더 쾌적한 환경을 만들어 운영중이다. (구)도림고등학교, 임시남동경찰서청사 맞은편에 위치해 있다.
- 건축면적 : 51,764.60㎡
- 부지(대지)면적  : 169,851㎡
- 건물(연면적) :  136,175㎡

### 시설
- 채소 1, 2 동 (40,370.78 ㎡ ) : 지하 1 층 , 지상3 층
- 과일동 (28,877.08 ㎡ ) : 지하 1 층 , 지상3 층
- 식자재동 (6,913.09 ㎡ ) : 지하 1 층 , 지상 3 층
- 업무동 (5,349.83 ㎡ ) : 지하 2 층 , 지상 4 층
- 판매물류동 (5,781.77 ㎡ ) : 지하1층, 지상 2 층
- 전처리시설 (3,325.73 ㎡ ) : 지하 1 층
- 환경동 (1,615.08 ㎡ ) : 지하 2 층 , 지상 1 층

## 사진

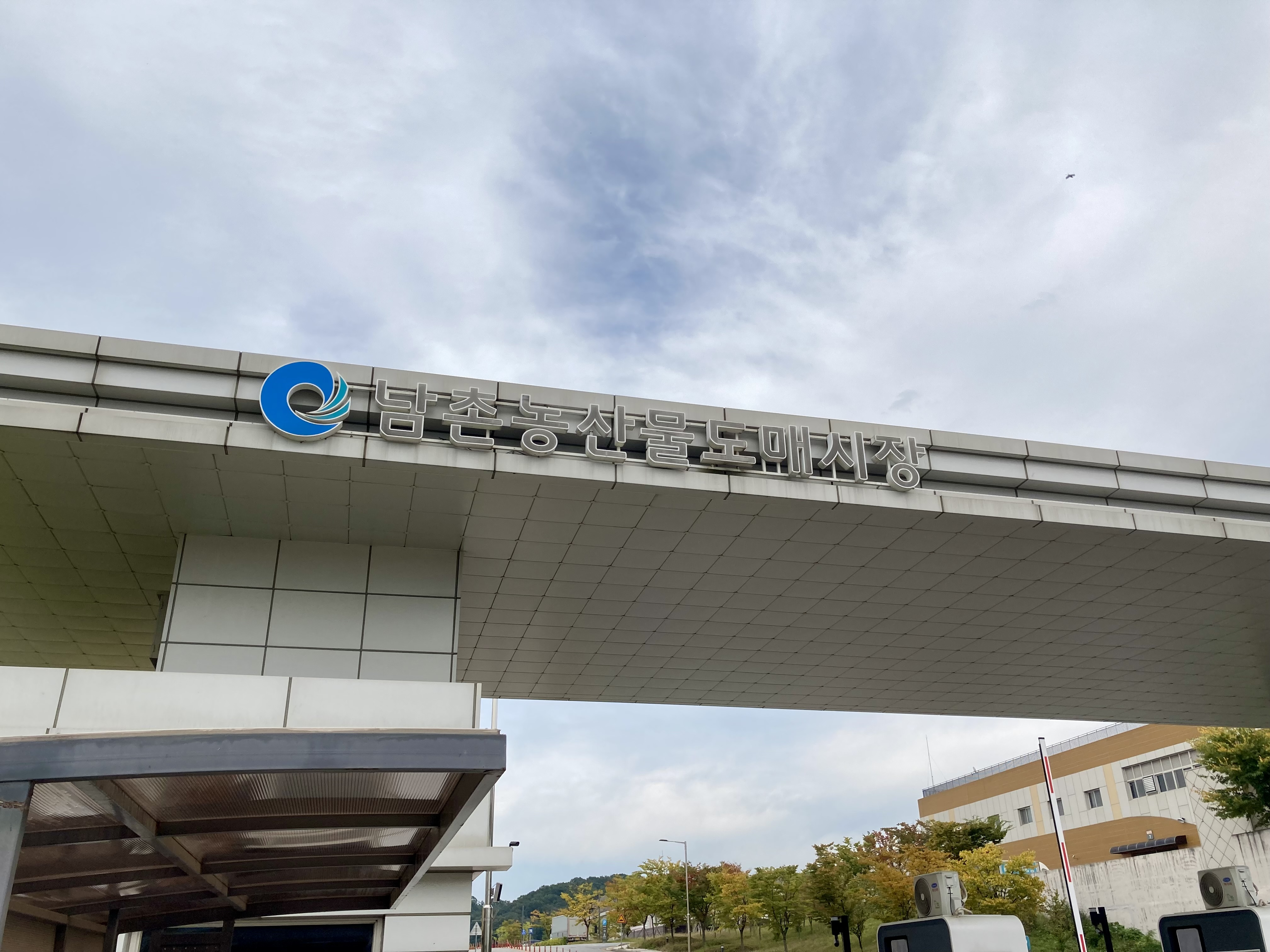
남촌농산물도매시장
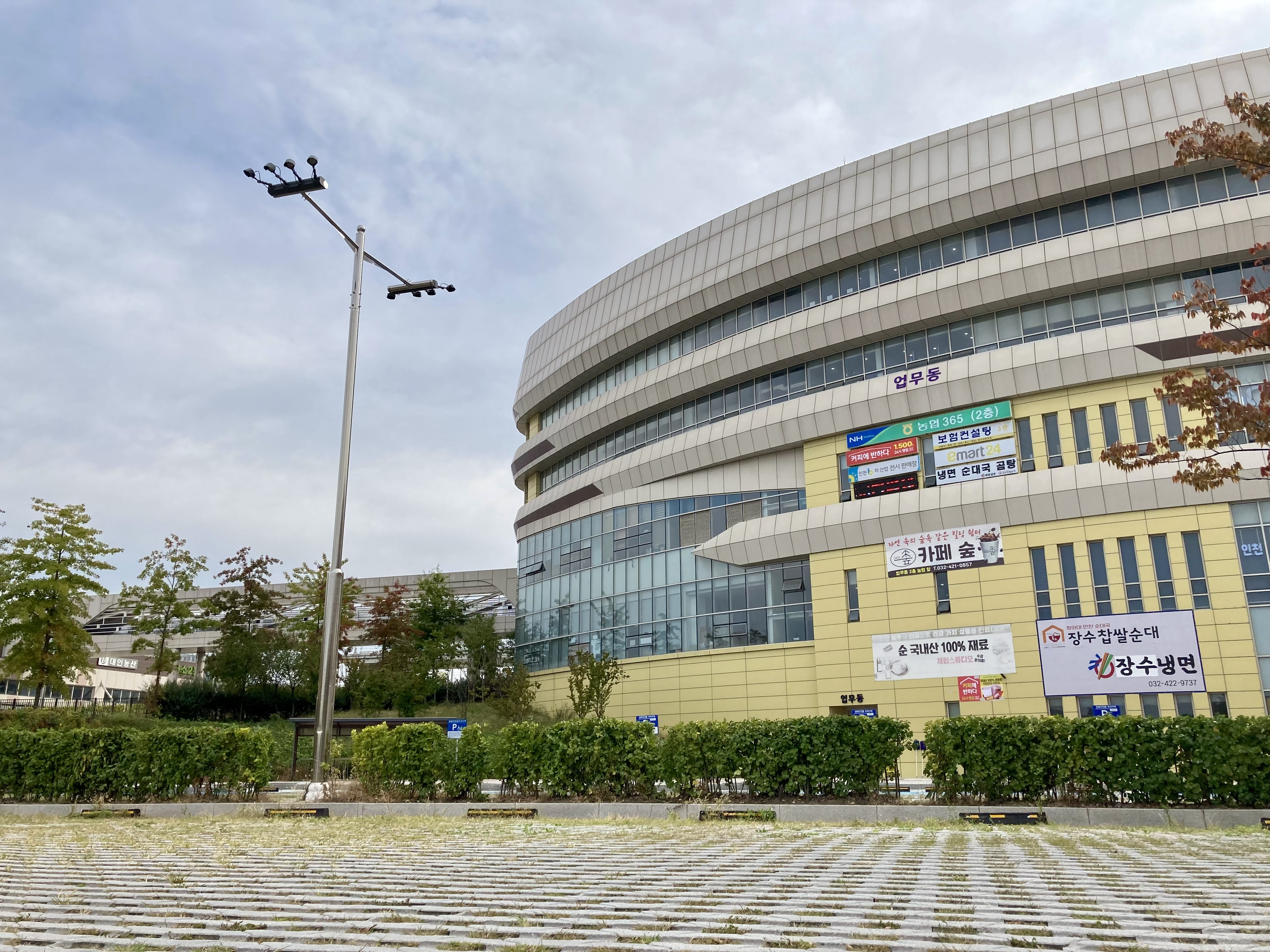
업무동
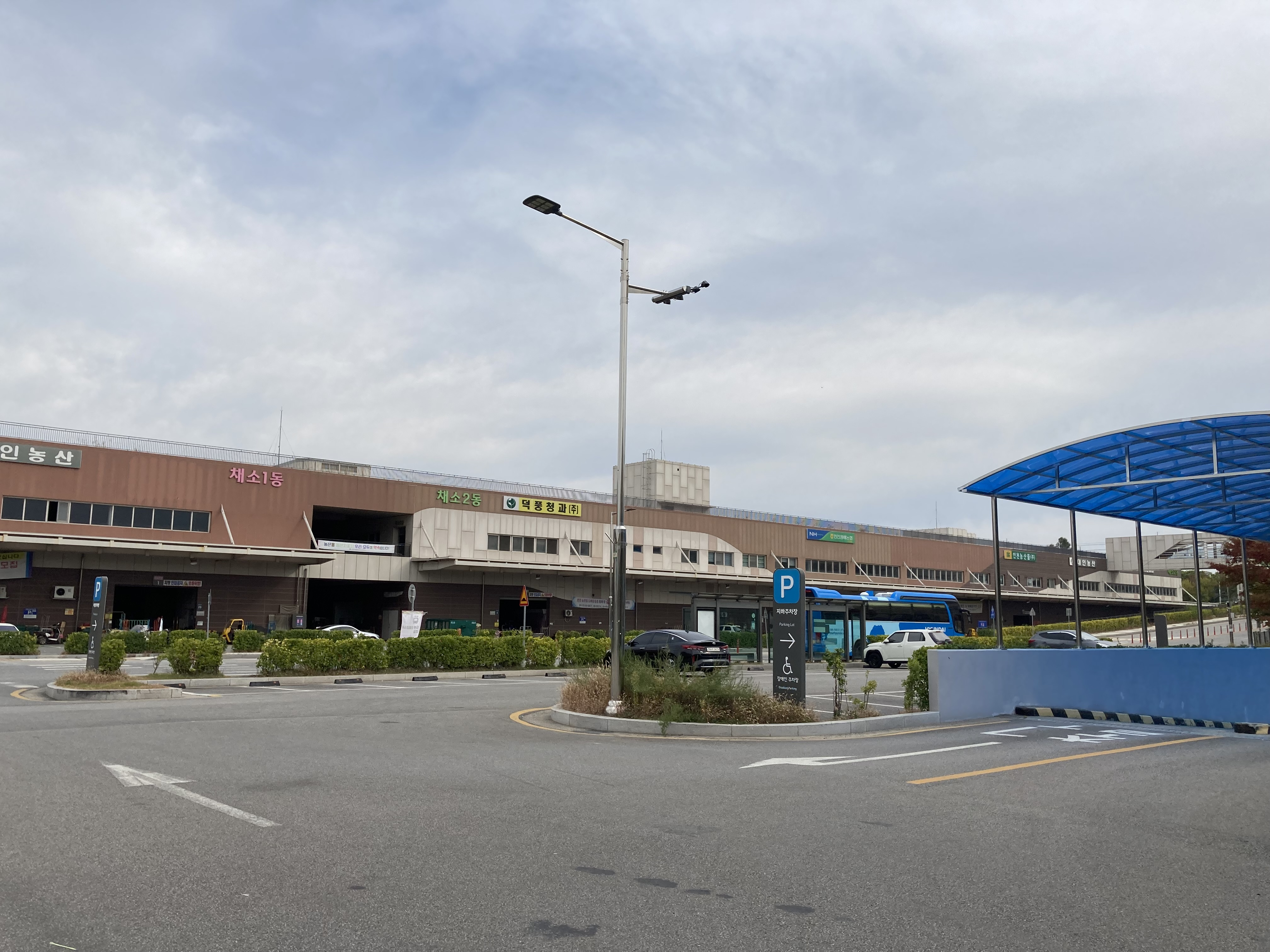
채소1-2동
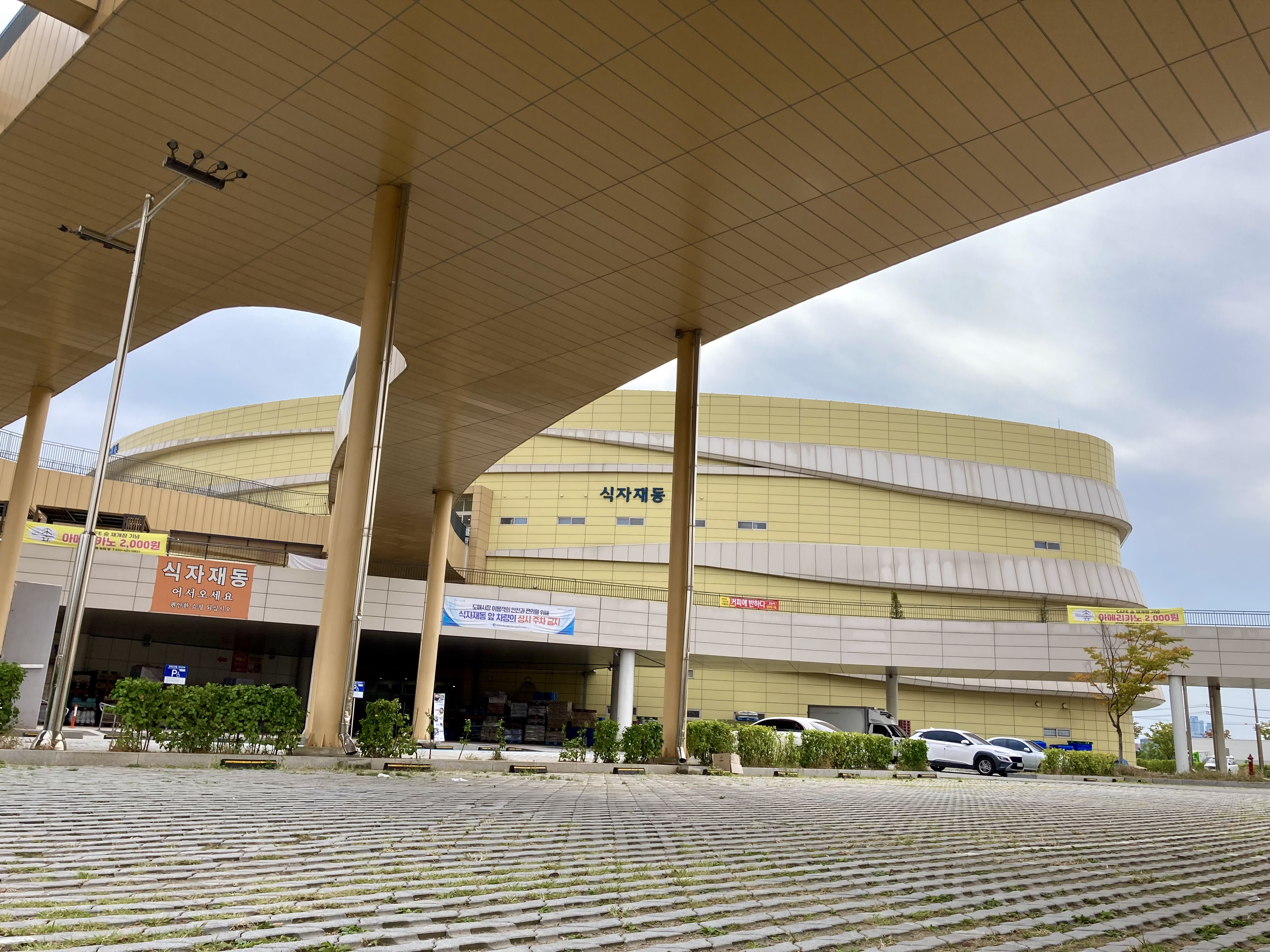
식자재동
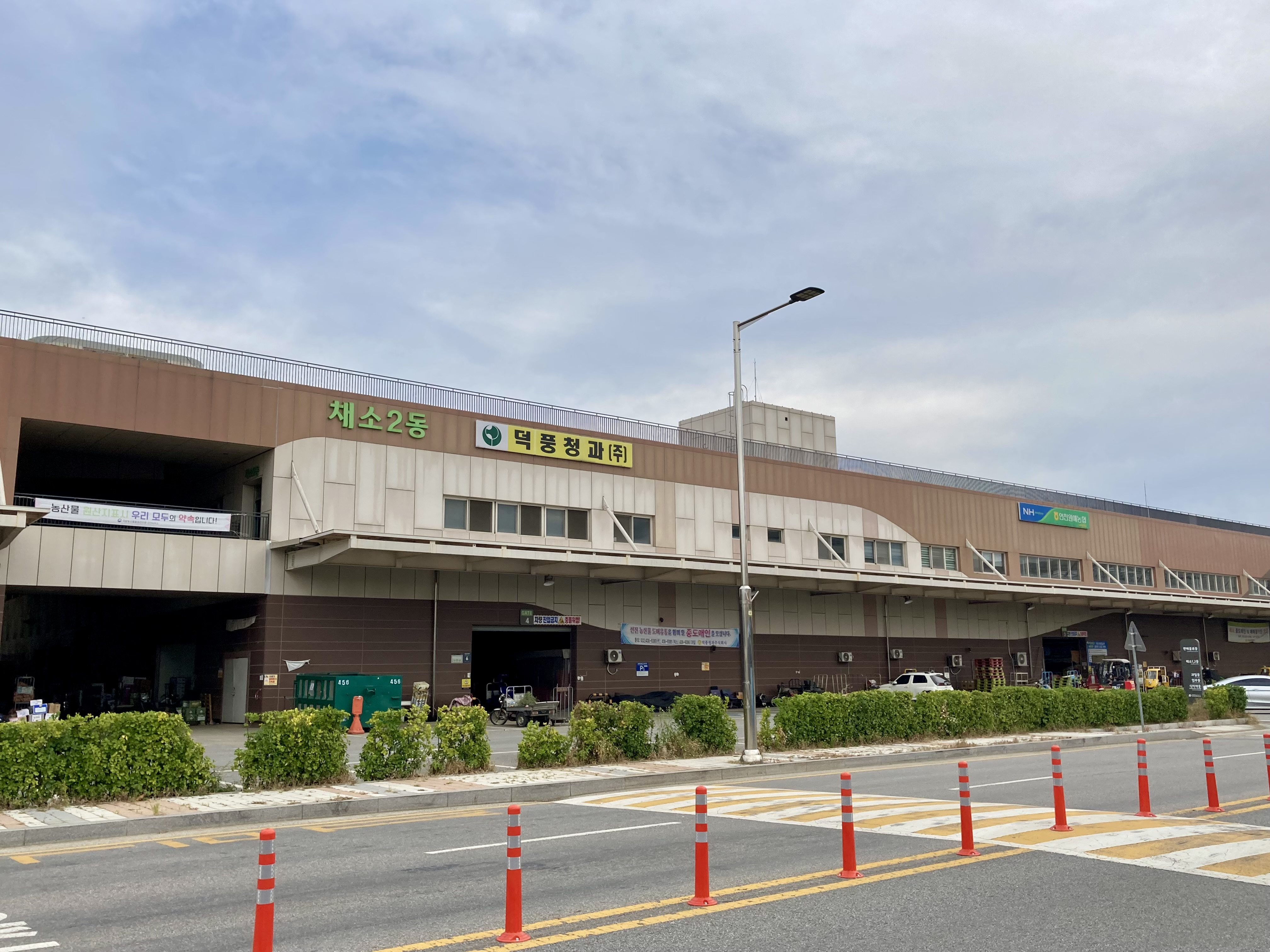
채소2동
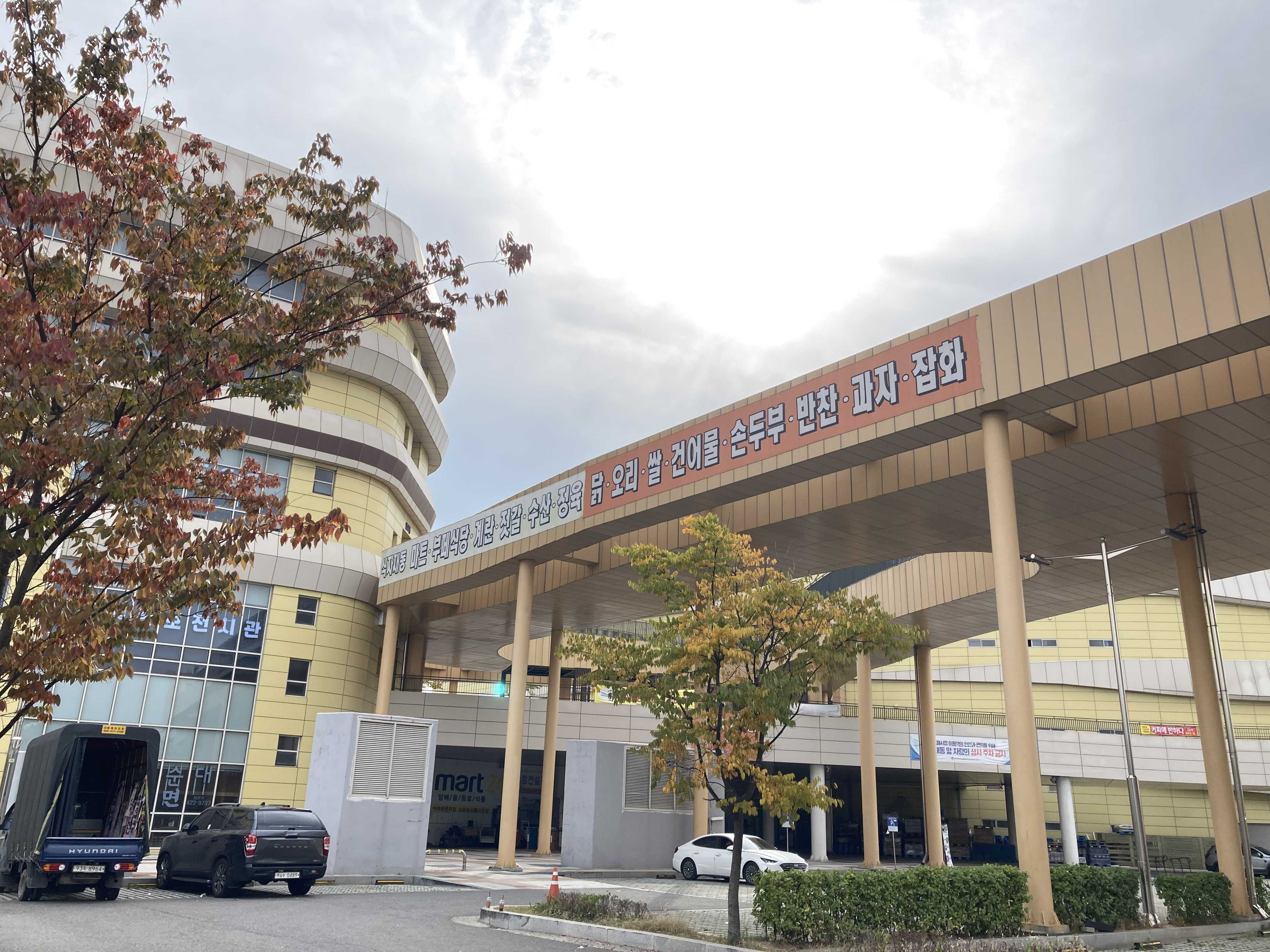
식자재동-업무동-과일동 연결다리
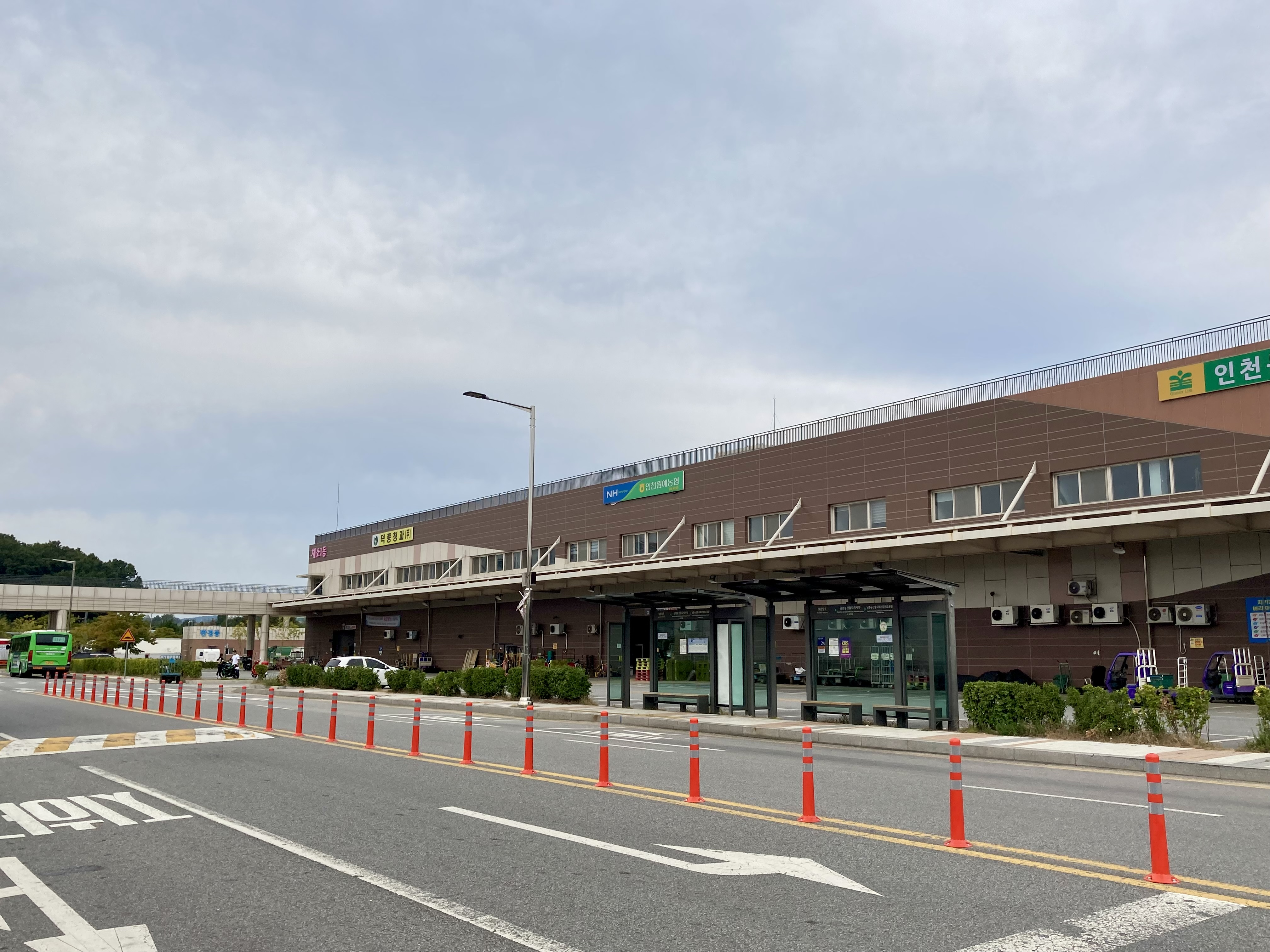
채소1동
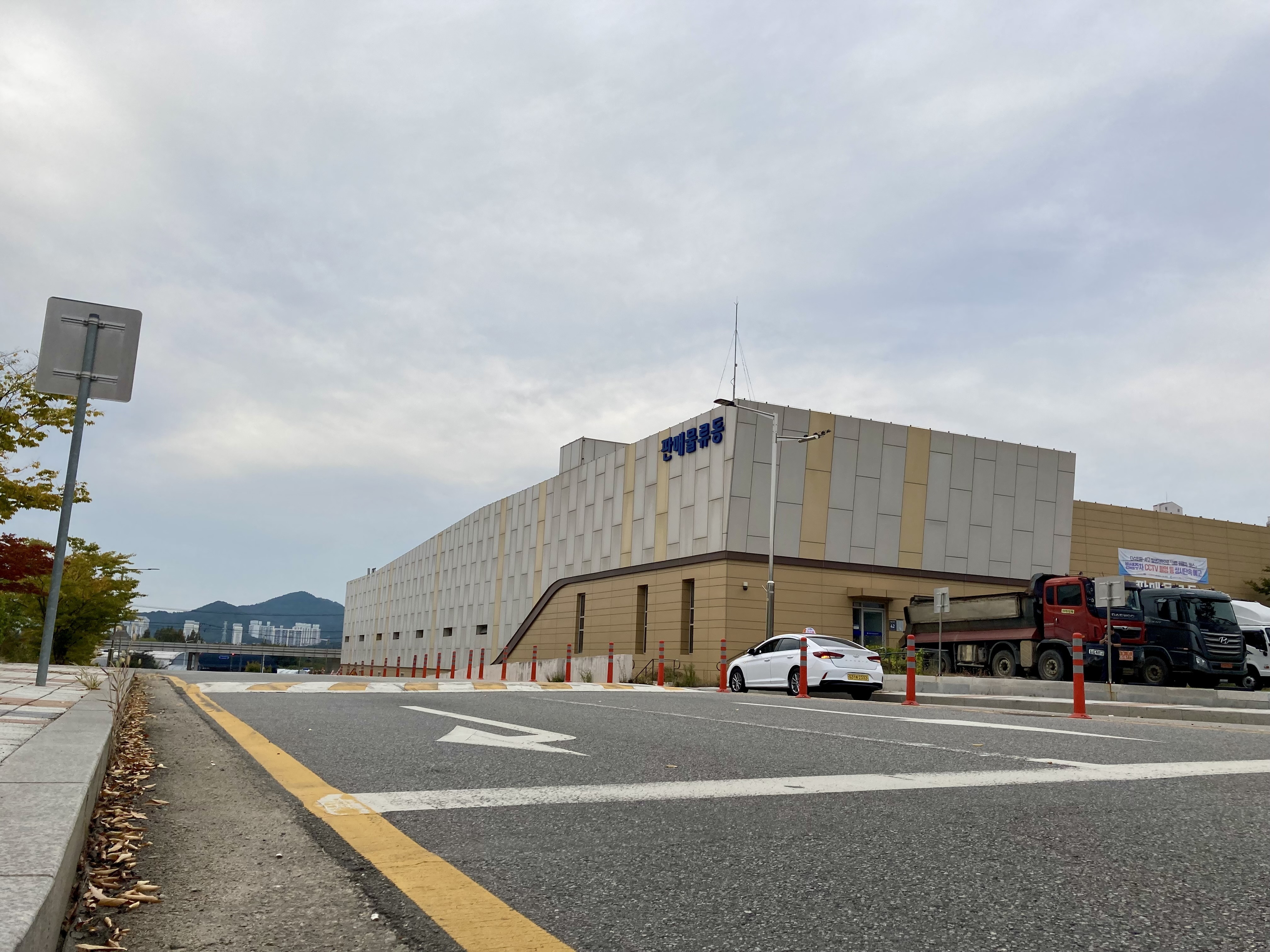
판매물류동
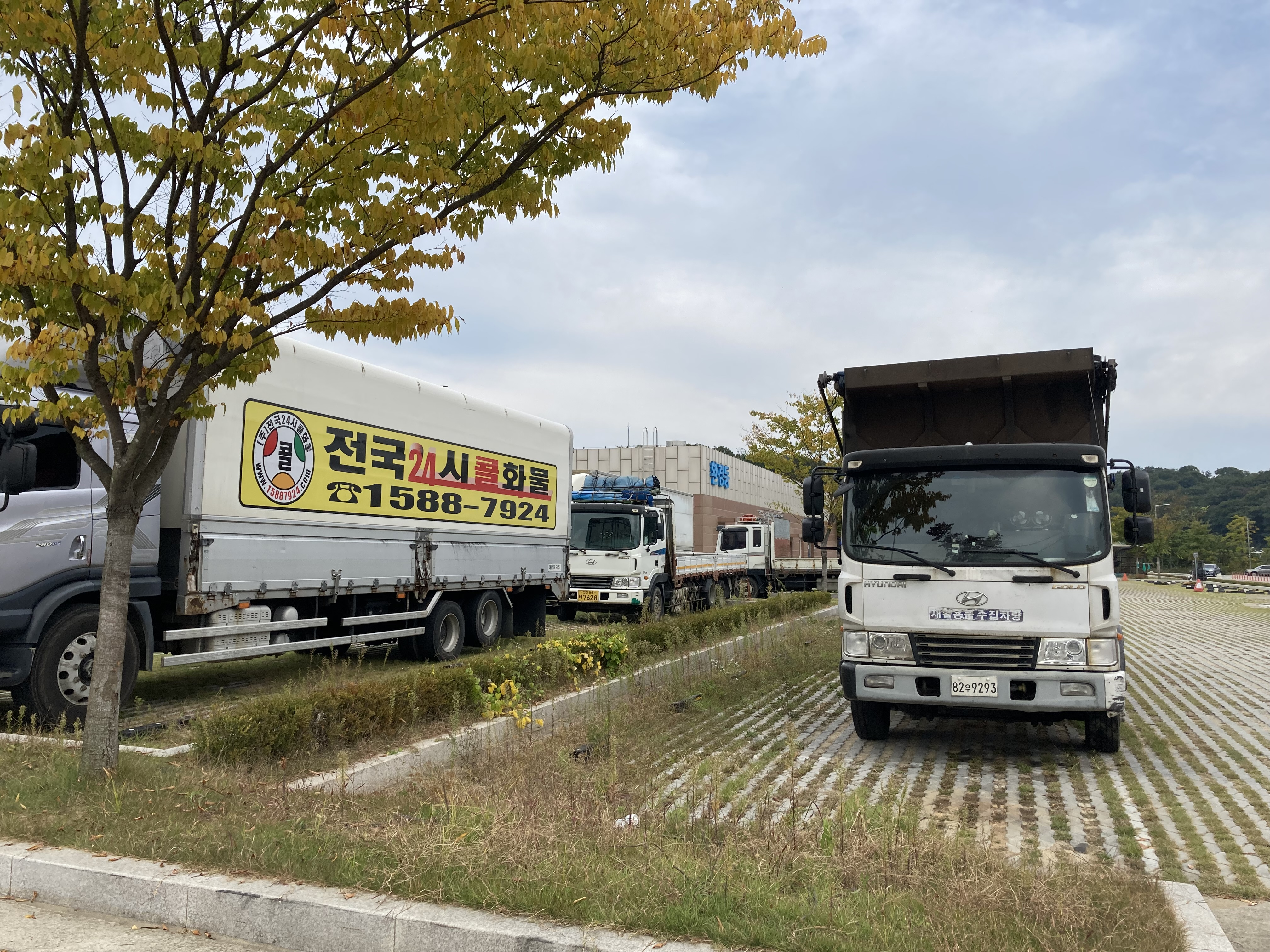
환경동
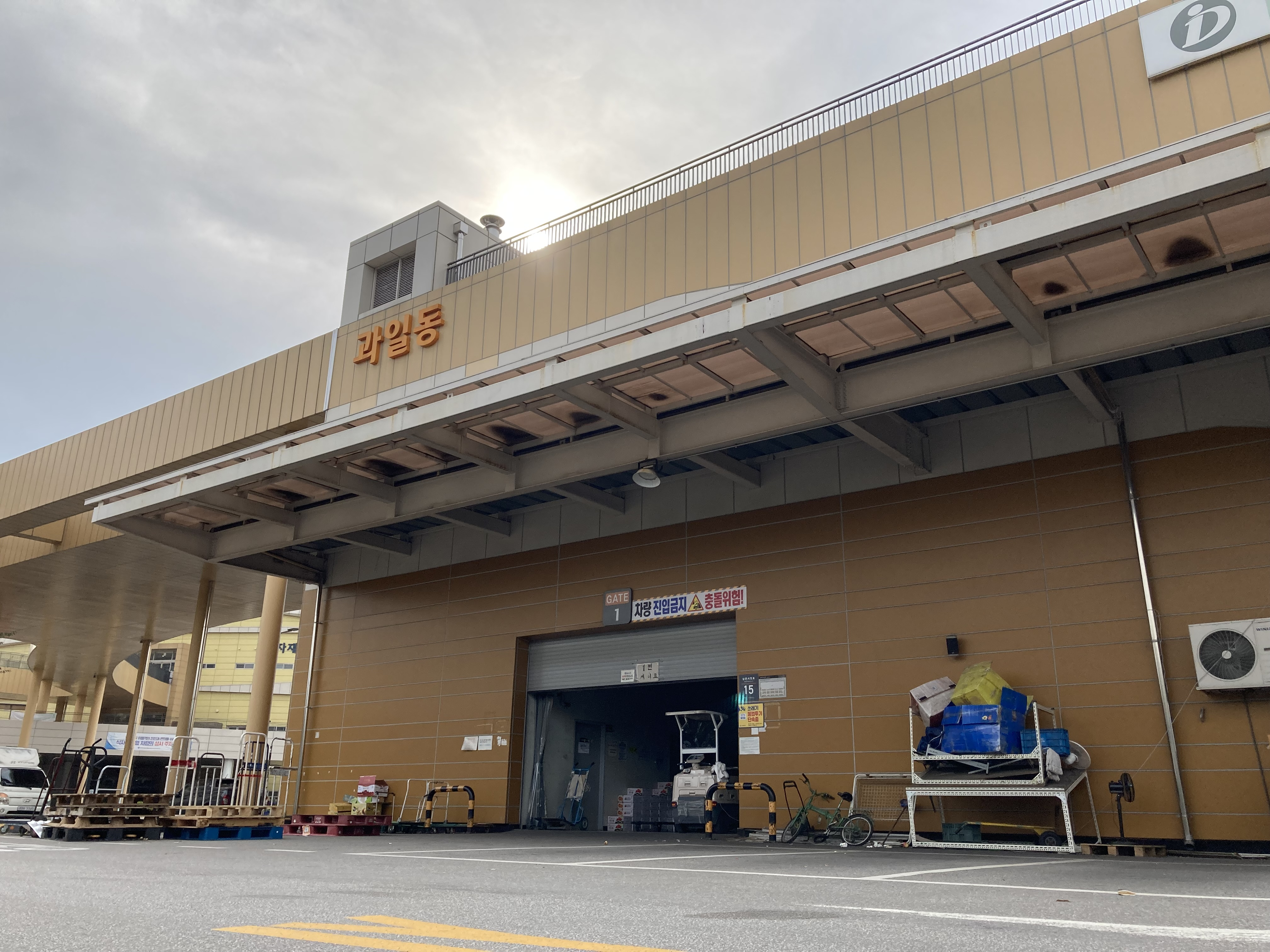
과일동(화물)
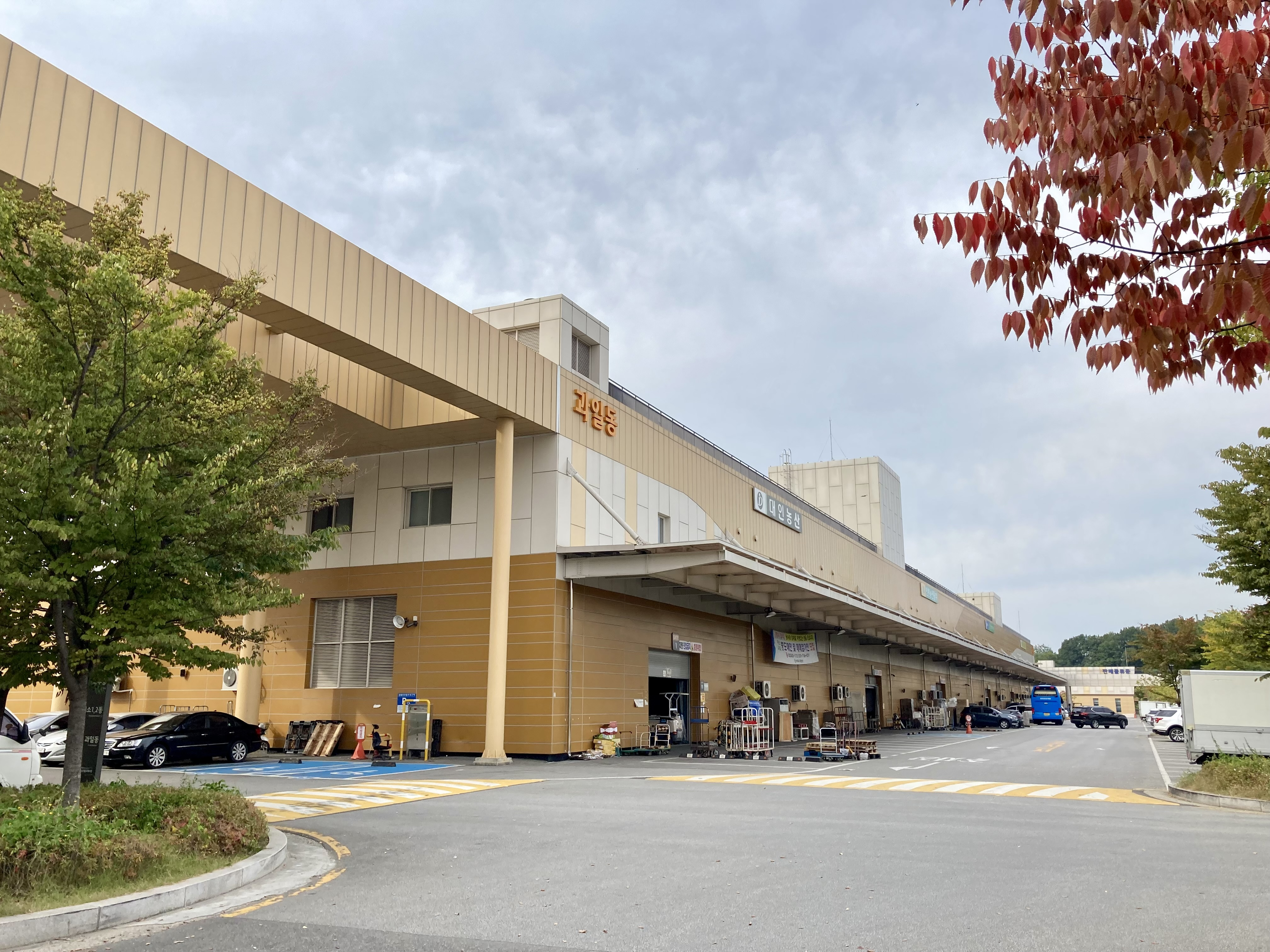
과일동(연결다리)
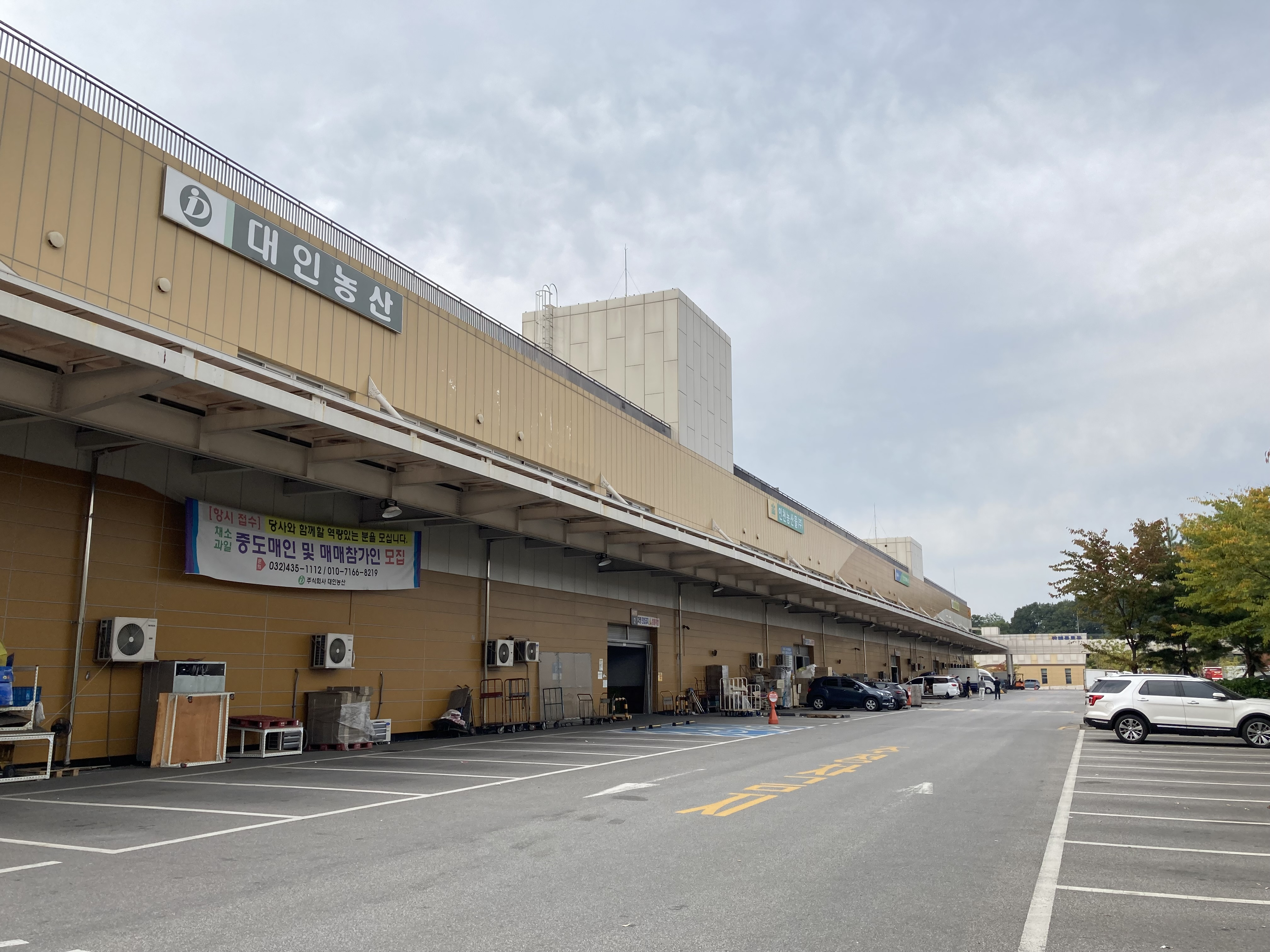
과일동

## 주차 및 교통시설
시내버스 514-1 번 버스가 진입하고, 2개의 내부 버스정류장이 서로 교차하는 방향으로 있으며, 채소동측과 과일동 각각 한 곳씩 있다. 명절(설, 추석)에는 가족단위 또는 할머니 할아버지의 소중한 교통수단과 정류장이 되기도 한다.

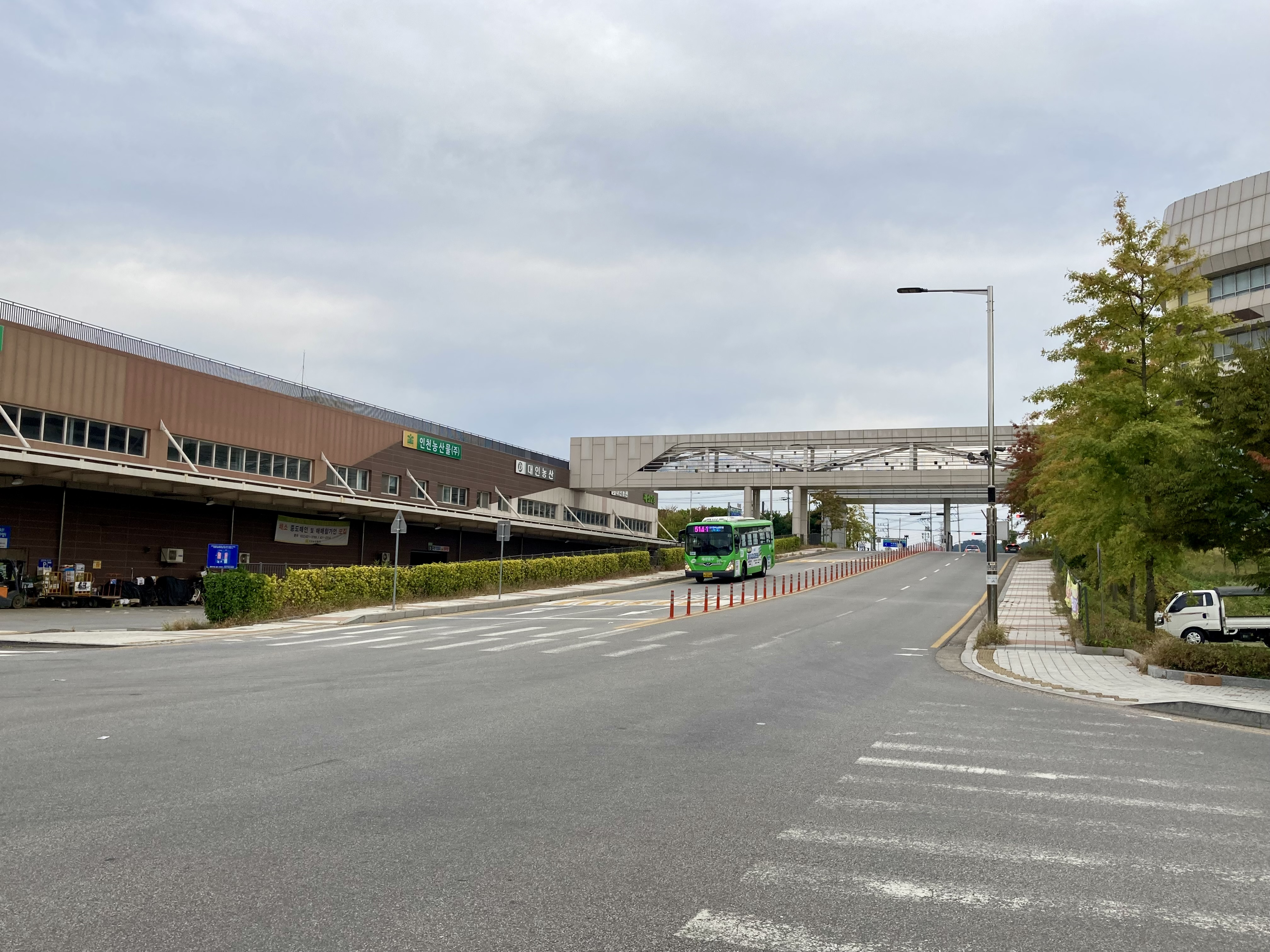
남촌농산물에 진입하는 514-1번 버스
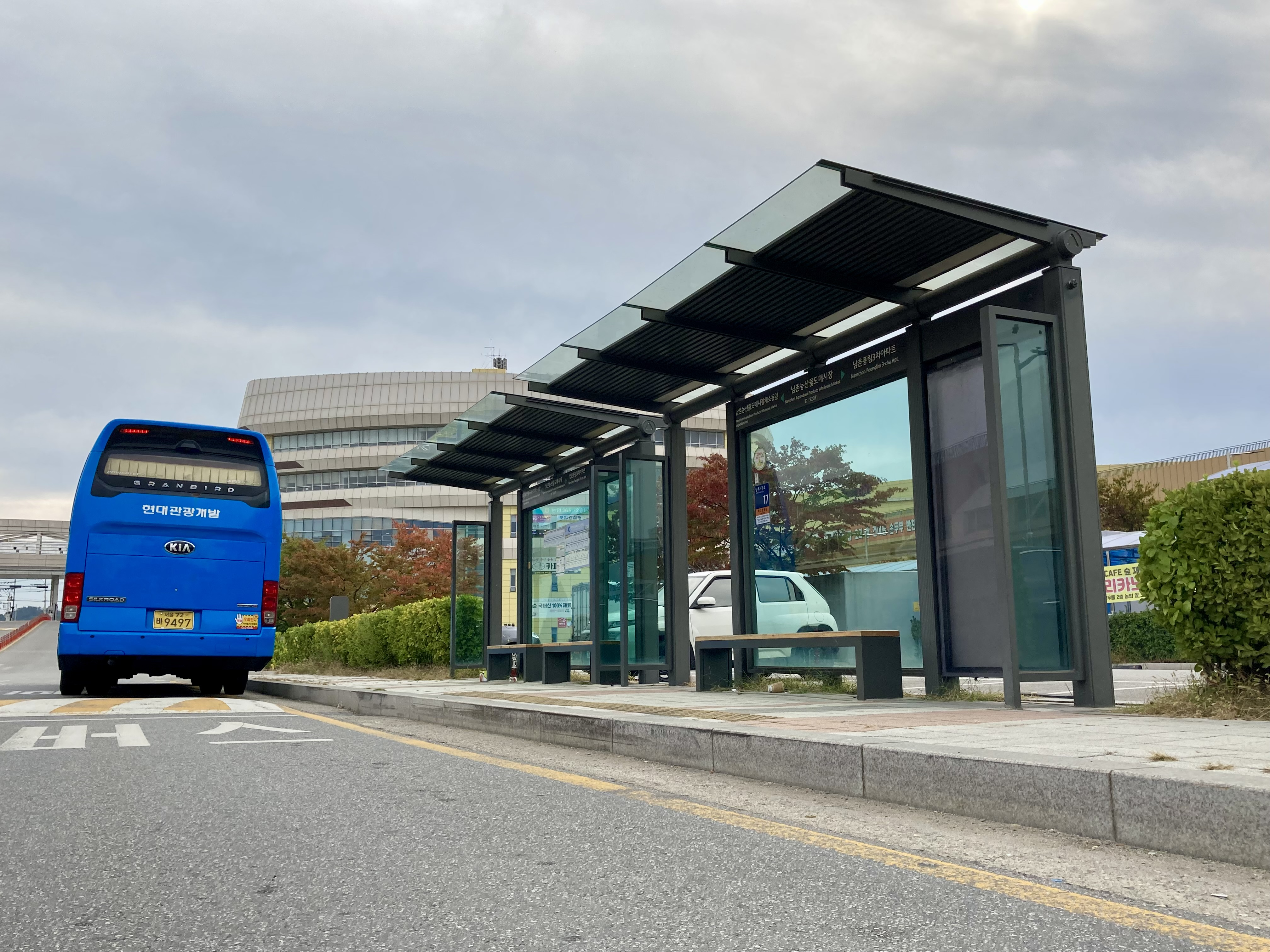
과일동측 버스정류장
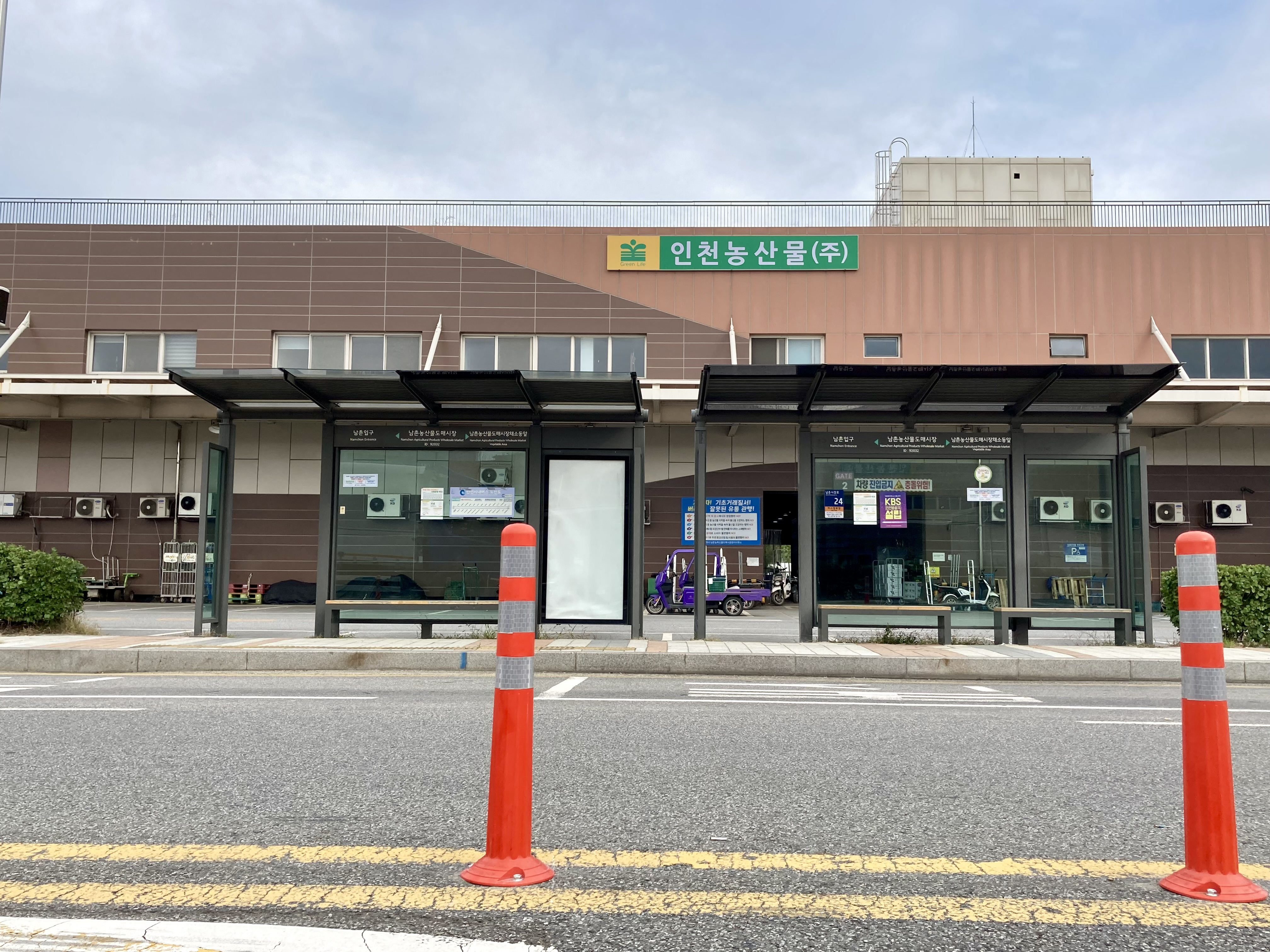
채소동측 버스정류장
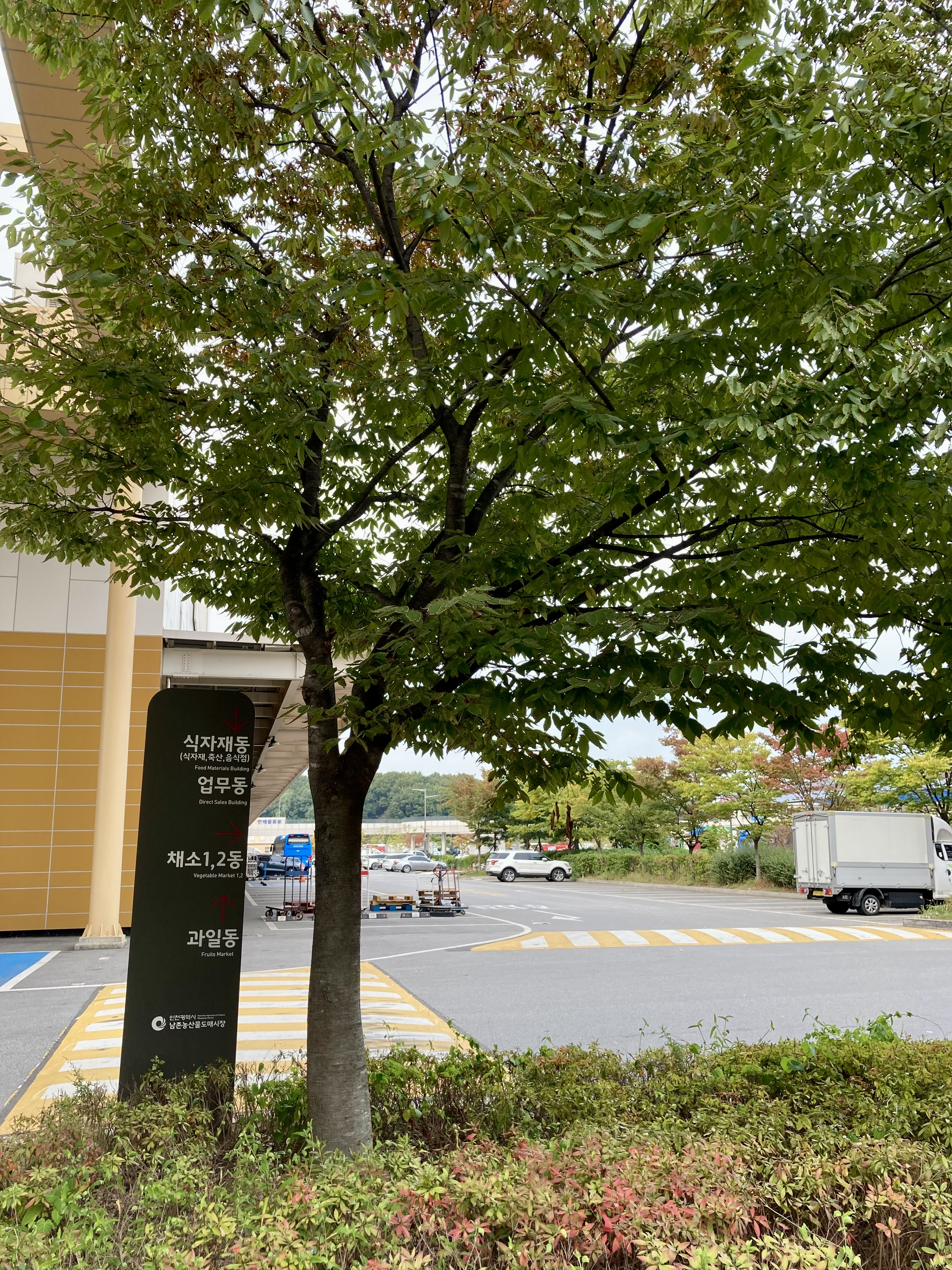
지상 건물안내 및 주차 안내판
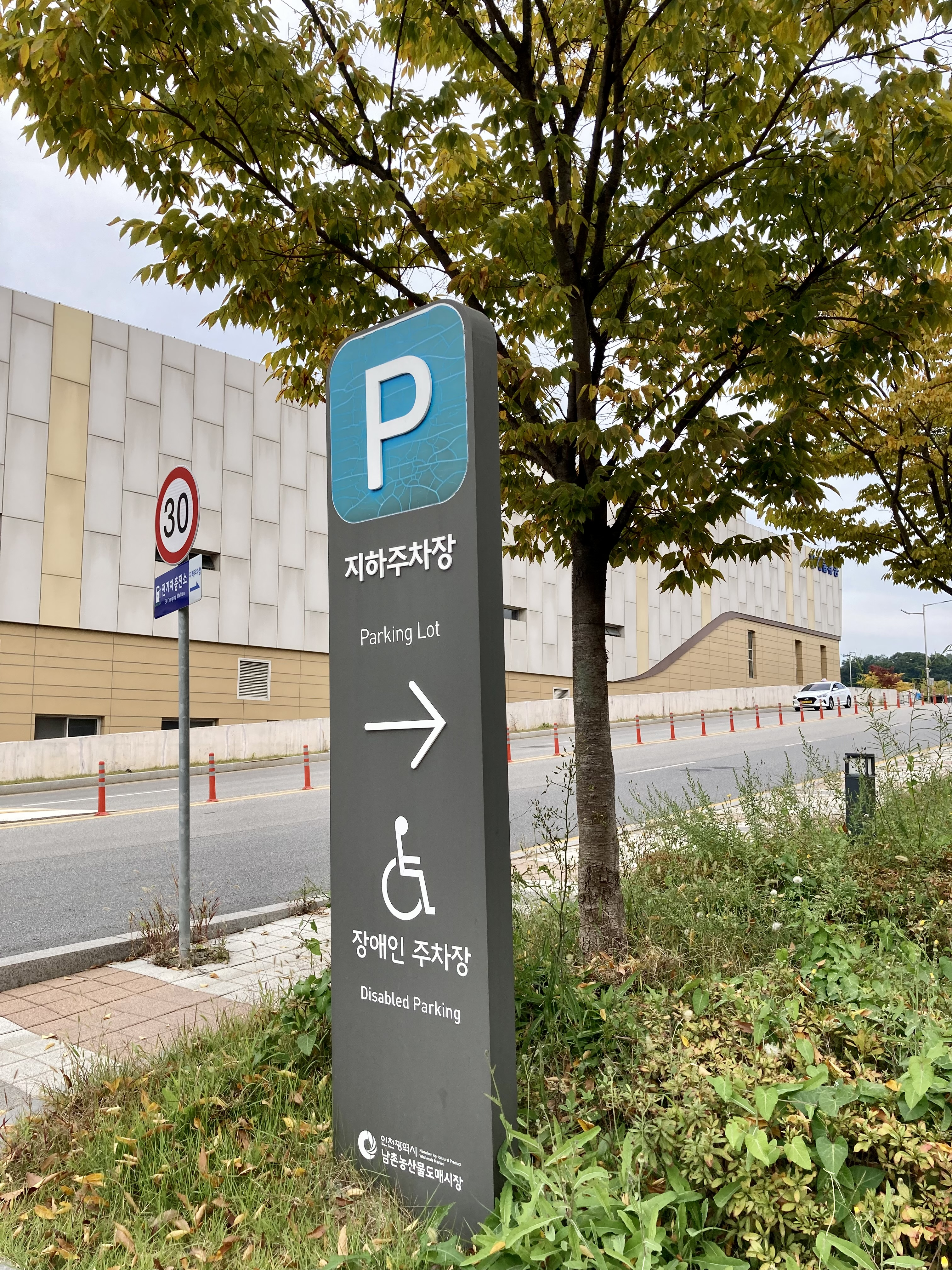
게이트측 지하주차장 입구안내판
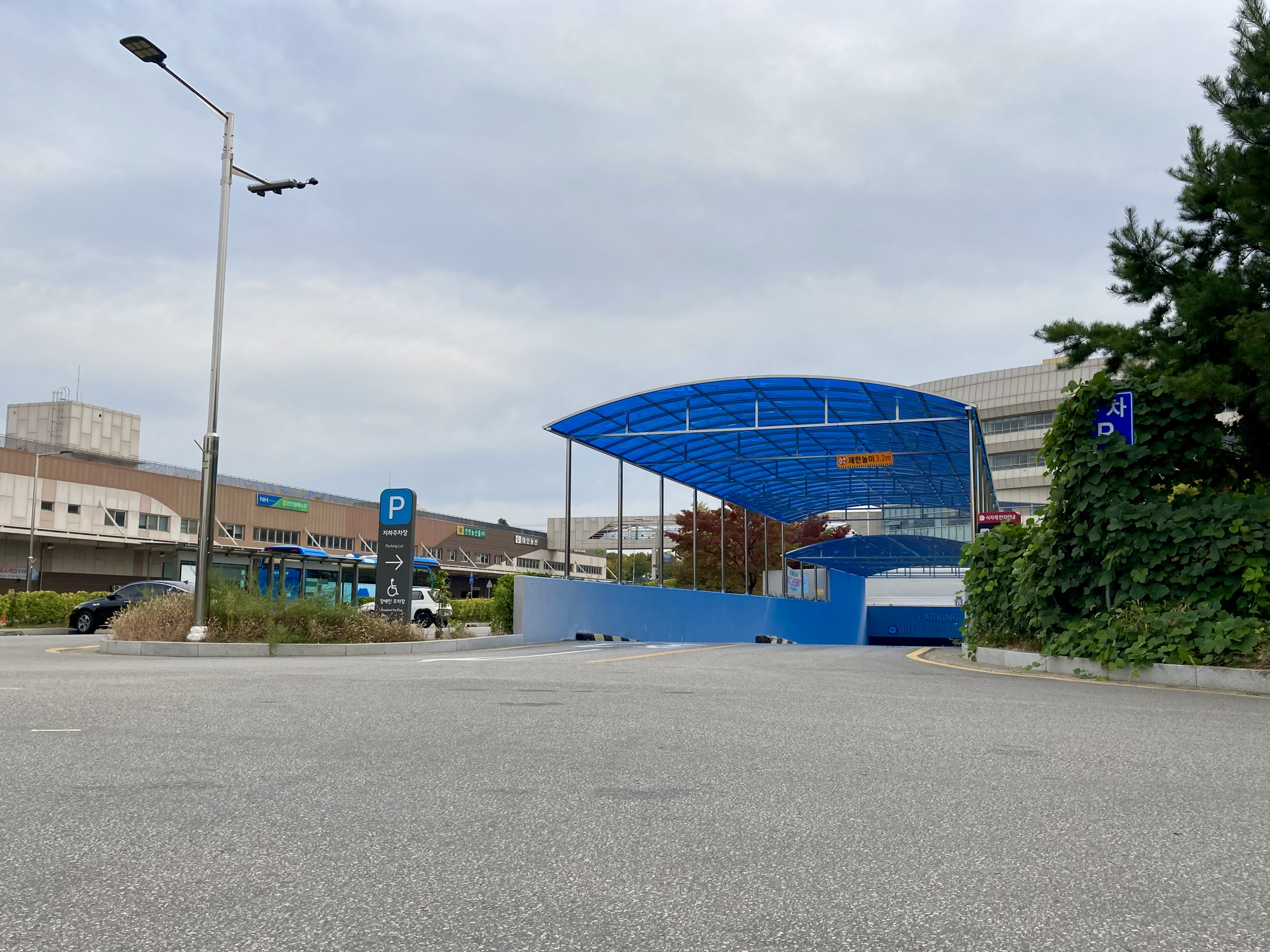
지하-지상 주차연결통로

## 연혁
- 1994. 1. 11. 구월농산물도매시장 개장, 인천직할시 농축산물도매시장관리사무소 개소
- 1995. 1. 1. 정부의 광역화 정책에 따라 “ 인천광역시구월동농축산물도매시장관리사무소 ” 로 변경
- 2000. 11. 29. 과일동 증축 ( 채소동 지하 → 별동 지상 ) 개장
- 2001. 1. 2. 인천광역시 구월동농축산물도매시장관리사무소에서 “ 인천광역시 구월농축산물도매시장관리사무소 ” 로 명칭 변경
- 2015. 2. 24. 부지매각 본계약체결 ( 시 ↔ 롯데인천타운 ( 주 ))
- 2019. 5. 10. 구월농산물도매시장 이전건립 공사기간 변경
- 2019. 8. 22. 구월농산물도매시장 부지 및 건축물 매매 변경계약 체결
- 2019. 9. 26. 구월농산물도매시장 이전건립사업 변경계획 수립
- 2019. 11. 13. 구월농산물도매시장 부지 도서관리 계획 변경안 공고
- ※ 도시계획시설 ( 시장 ) 폐지 및 특별계획구역 지정
- 2020. 2. 14. 남촌농산물도매시장 공사 준공 ( 예산 3,209.5 억원 )
- 2020. 2. 27. 구월농산물도매시장 폐장
- 2020. 3. 2. 남촌농산물도매시장 개장